# Борьба в эфире
«Борьба́ в эфи́ре» — утопический роман (или повесть) Александра Беляева, первоначально опубликованный в 1927 году под названием «Радиополис» (журнал «Жизнь и техника связи» №№ 1—9). Одно из немногих произведений советской фантастики, сюжет которого включает войну США и СССР. Отдельное книжное издание вышло в 1928 году, переиздания последовали лишь после 1986 года.
Основа сюжета — попадание обычного советского чиновника из 1920-х годов в неопределённо далёкое будущее, полное технических чудес; по количеству сбывшихся предсказаний роман может именоваться «каталогом научных и научно-фантастических идей». В финале оказывается, что всё произошедшее, включая войну с американскими империалистами, было болезненным бредом главного героя. В литературной критике XXI века произведение может характеризоваться как буффонада, пародирующая штампы наукообразных предсказаний будущего и утопических романов своего времени. Некоторые читатели XXI века сравнивают текст «Борьбы в эфире» с «попаданческим трэшем», включающим практически все штампы массовой литературы 1990-х годов и позднее.

## Сюжет

Американские империалисты на иллюстрации В. Александровского к изданию 1928 года

31 декабря 19… года главный герой (его имя так и не было названо) вернулся домой из своего наркомата, расположенного в Китай-городе, и сел слушать радиопередачу. Далее он неведомым образом оказался в цветущем саду, наполненном странными людьми, у которых внешне невозможно было отличить мужчин от женщин. Они общались с помощью каких-то приспособлений: «одинокие люди шли, о чём-то разговаривая, хотя вблизи никого не было, смеялись, отвечали на вопросы кого-то невидимого». Вскоре прилетел человек, назвавшийся Элем, который сообщил, что является историком и знает давно позабытый русский язык. Далее героя водворили с помощью авиетки на стратосферную астрономическую обсерваторию, где он знакомится с девушкой Эа, которая говорит только на языке, напоминающим эсперанто. Здесь выяснилось, что протагонист оказался в далёком будущем, а поскольку у потомков уже нет правоохранительных органов и тюрем, его временно изолировали в обсерватории. Попытка героя закурить вызвала всеобщее смятение и приступ удушья у Эа. Далее рассказчика везут в Москву, превращённую в город-музей, где с удивлением обнаруживает, что его рабочее место в точно таком же состоянии, в каком он его оставил. Увлечённый, он рассказывает о жизни в XX веке с такими подробностями, что убеждает своих спутников, что действительно перенёсся к ним из прошлого. В свою очередь, он узнаёт, что попал в страну, которая по старой памяти именуется Радиополисом. Городов более нет, всё пространство земли занято сплошными культурными землями, садами и индивидуальными коттеджами. Нет больше системы управления, ликвидированы противоречия между личностью и обществом, каждый гражданин настолько развит и образован, что без всяких инструкций и кодексов знает, как охранять интересы общества. «Необходимая в своё время категория „совработников“ давно вымерла, как вымерли лошади». Массовые работы регулируются передачей мыслей на расстояние, когда невидимый «дирижёр» направляет и координирует действия отдельных работников и массы в целом. У жителей будущего десятичный счёт времени, а вместо еды — энергоёмкие таблетки; специальные таблетки уничтожают в организме продукты усталости, избавив от необходимости тратить треть жизни на сон. Главным видом транспорта стало передвижение по воздуху; энергия получается фотоэлементами от солнца, покорённых морских приливов и прочего, и передаётся беспроводным путём. Новый образ жизни сильно сказался на людях будущего: они безволосы, зубы и ногти атрофировались, слух и зрение ухудшились, телосложение мужчин и женщин почти неотличимо. Болезни почти побеждены, но сильно ослабел иммунитет, требуя постоянной дезинфекции («насморк укладывает нас в постель»). Радио упразднило необходимость физического контакта между людьми, пусть даже самыми близкими. Супруги и дети годами могут жить на расстоянии в тысячи километров друг от друга, но общаться постоянно с помощью огромных стен-телеэкранов или портативных видеотелефонов. Эти же средства делают доступными любые книги и произведения искусства, что полностью изменило систему образования.
Далее герой оказался в центре крупного международного конфликта. Коммунизм победил везде в мире, кроме Американского континента. Империалисты США проиграли битву за Европу, но выжили за счёт изобретения лучей смерти. Этими лучами американское правительство пыталось диктовать свои условия, но в Радиополисе быстро сумели создать непроницаемую энергетическую завесу, прикрывшую Евразию. Её изобретатель — Ли — приютил попаданца из прошлого у себя дома. Наш герой изначально был принят за американского шпиона, так как заокеанские враги пытались засылать разведчиков. В результате началась последняя на Земле война Панъевропейского паназиатского союза советских социалистических республик и США, которая велась посредством тысяч единиц военной техники, управляемых дистанционно по радио. Одновременно угнетённые пролетарии Америки подняли восстание и смогли на некоторое время отключить лучи смерти. Эа и протагонист вошли в команду, которой предстояло проникнуть в Нью-Йорк, перестроенный в гигантский город-небоскрёб. Главный герой с удивлением обнаруживает, что американцы сильно выродились: «Все они напоминали рахитичных детей. Непомерно большие головы, совершенно лишённые растительности, разросшиеся как лопухи, уши, большие круглые глаза под огромным лбом и непропорционально малая нижняя часть лица, с маленьким подбородком, какой мне приходилось видеть только у грудных детей и глубоких беззубых стариков, делали эти существа малопривлекательными. Вдобавок они имели большие животы, свисавшие на маленькие, тонкие кривые ножки». В городе-небоскрёбе жили только богатые люди, рабочие, превращённые в придатки своих машин, ютились под сплошными крышами заводов и фабрик, куда никогда не проникало солнце. Лишь инженерно-технические кадры более или менее походили на людей. Были даже одичавшие до уровня первобытных людей американские фермеры, не знавшие огня и живущие в непроходимых лесах. Однако Эа с героем были схвачены капиталистами, и заперты в подводном городе. Герой как «исключительный образец человеческой породы» стал донором крови американского предводителя Клайнса. Капиталисты решили сбежать с Земли на огромном космическом корабле, устроив после себя ядерный апокалипсис. Раздобыв бомбы, герой и Эа пробираются в арсенал. В этот момент оказывается, что рассказчик был тяжело болен, и вся история привиделась ему в бреду.

## Литературные особенности

### Текстовые варианты

Изменение идеала красоты: иллюстрация В. Александровского к изданию 1928 года

Литературовед Зеев Бар-Селла относил роман «Борьба в эфире» к производственному жанру, определяя его как «ведомственную утопию», поскольку первоначальный вариант печатался в журнале «Жизнь и техника связи», курируемом Наркомсвязи. Публикации с продолжением было предпослано специальное редакционное обращение, в котором утверждалось, что научно-фантастическая повесть «Радиополис» (таково было её первоначальное название) была написана специально для журнала. По утверждению З. Бар-Селлы, первичный творческий импульс Беляева брал своё начало от поэмы Маяковского «Летающий пролетарий». В сюжетных линиях обоих произведений немало параллелей: действие разворачивается в будущем (у Маяковского в 2125 году — ровно через двести лет), происходит война между буржуйской Америкой и Советской Евразией, радио является могучим орудием побеждающего пролетариата, присутствуют описания быта будущего, в частности, гигиенических процедур.
Книжная версия, включённая в состав сборника «Борьба в эфире», не совпадала с журнальной. Неизвестно, была ли публикация с продолжением сокращённой или же Александр Беляев доработал и дополнил свою утопию для книжного издания. Книжный текст заметно совершеннее в плане стилистики (вместо «стал» почти всюду поставлено слово «начал»), были дополнены сцены боёв, часть эпизодов были переставлены в разные главы. Были и конъюнктурные изменения: в версии 1927 года вооружёнными силами трудящихся руководил Военно-революционный совет, что однозначно ассоциировалось с реальным Реввоенсоветом и его бессменным главой Л. Д. Троцким. Публикация была завершена за два месяца до исключения Троцкого из партии. Причины перестановок других фрагментов непонятна. Так, лекция по эстетике человека будущего («насколько лысая женщина без зубов и вторичных половых признаков соблазнительней своего старинного (из XX века) аналога…») была перенесена из шестой главы в пятую, и вложена в уста историка Эля, а не инженера Ли. В журнальном варианте З. Бар-Селла нашёл примечательную ошибку: лекцию начинает Ли, а заканчивает именно Эль, который по сюжету в этой сцене вообще не присутствовал. По мнению критика, это косвенно свидетельствует, о том, что книжное издание отражало авторский замысел, который подвергся правке и сокращению для журнала.
По утверждению дочери писателя — Светланы Беляевой — книжное издание 1928 года испытывало проблемы с прохождением цензуры, якобы, как «не отвечающее советской идеологии». Предлагалось даже сжечь готовый тираж, как горько шутил Александр Беляев, — «хорошо хоть, что без автора!» В конечном итоге из сборника было выброшено несколько страниц, хотя сам Александр Романович ещё успел получить сигнальный экземпляр без изъятий.

### Религиозно-философская и литературная перекличка

#### Собственное творчество Александра Беляева
Зеев Бар-Селла выделил примечательные интертекстуальные связи, присутствующие в тексте романа. Во вводной части, отличающей «Радиополис» от «Борьбы в эфире», отсутствуют три абзаца, в которых описано, что главный герой забыл купить в предновогодние дни календарь на следующий год. С точки зрения критика, читателю подсказывается, что дальнейшее повествование — это святочный рассказ о чудесах. Собственно, именно в этом жанре выдержан самый первый фантастический рассказ Беляева 1915 года, действие в котором разворачивалось во сне, и это было путешествие в Берлин на десять лет вперёд, то есть в 1925 год. Израильский критик полагает, что сад, по которому гуляют бесполые существа — откровенный намёк на райский сад и ангелов. Чичероне главного героя прилетает при помощи аппарата, имеющего вид крыльев, и представляется как «Эль», что в переводе с библейского древнееврейского языка означает Бога. Подобного рода аллюзий довольно много, хотя не всегда можно понять контекст, в которые данные аллюзии помещены. Гениальный изобретатель на службе империалистических злодеев — Крукс, то есть его имя — это латинское обозначение креста (лат. crux). Вероятно, это и мотив, выраженный в беляевском очерке 1916 года «Враг в небе», описывающем налёт цеппелина — огромного воздушного корабля, опознаваемого по тевтонскому кресту, — на прифронтовой город. «Нерусский крест — это враг». Крукс построил гигантский космический корабль, величиной с целый город, чья «движущая сила основана на принципе ракет», который мог «подняться выше атмосферы» и «неопределённо долгое время летать далеко от Земли». Эта идея в дальнейшем сделалась основой беляевского романа «Прыжок в ничто».

#### Михаил Булгаков
По мнению Зеева Бар-Селлы, роман обратил на себя внимание Михаила Булгакова, что отразилось в процессе работы над «Мастером и Маргаритой». Несомненен параллелизм вводной — «садовой» — сцены в обоих романах, в которых совпадают мотивы назойливого цветочного (или липового) аромата, а также желания героя закурить (жители будущего в ужасе от выпускающего изо рта дым человека в странной одежде; Воланд предлагает своему визави именно тот сорт папирос, который тот предпочитал). Немало параллелей в описании первого контакта героя с окружающими: протагонист «Борьбы…» изначально чужд новому миру, тогда как Воланда Берлиоз с Бездомным сразу же приняли за иностранца. Эль и Воланд представляются историками; в диалоге Воланда с Бездомным затрагивается тема участия человека в управлении мировыми процессами; в романе Беляева проблему контроля Эль с героем обсуждают в шестой и девятых главах. По мнению критика, «встреча с неизвестным и Неизвестным на садовой скамейке — не самый распространённый литературный ход», который вне анализируемых произведений вообще не использовался в русской литературе. Хронология не противоречит данному предположению: первые известные наброски главы «Никогда не разговаривайте с неизвестными» датируются 1929 годом, то есть через год после выпуска в свет «Борьбы в эфире».

#### Герберт Уэллс
Ещё литературная критика 1920-х годов неоднократно упоминала о принадлежности А. Беляева к традиции фантастической литературы, заложенной Гербертом Уэллсом. Обоих писателей роднило стремление превратить нетривиальные научно-фантастические идеи в систему художественных образов, оказывающих воздействие на читателя, но при этом опирающихся на строго научную основу. Преемственность идей была очевидна: описание тепловых лучей вторгшихся на Землю марсиан в романе «Война миров» (в свою очередь, основанное на идеях американского физика Р. Э. Милликена) соотносится с демонстрацией действия лучей смерти в «Борьбе в эфире». Помимо художественной стороны, обоих писателей роднила идея использования техники для преодоления несовершенства человеческой природы и опасения по адресу возможных злоупотреблений в этом отношении. Тема использования атомной энергии прямо продолжает Уэллса, на что намекает название тринадцатой главы «Освобождённый мир». Конструируя разделённый надвое мир, А. Беляев также прямо следовал традиции Уэллса, восходящей к нескольким его произведениям, в том числе «Машина времени».

### Научно-технические прогнозы в романе
Критик Евгений Харитонов называл роман «Борьба в эфире» каталогом научных и научно-фантастических идей:

Достаточно упомянуть, что в «Борьбе в эфире» А. Р. Беляев одним из первых в мировой фантастической литературе описал андроида — синтез живого человека и машины. А по числу прозорливых научных предсказаний «Борьба в эфире» занимает первое место среди беляевских произведений: электронные музыкальные инструменты синтезаторы (электроорганы), мобильные радиотелефоны, видеотелефоны, воздушные аппараты с вертикальным взлётом, высотная обсерватория, радиочасы, передача факсимильных изображений по радио, ракетные стратосферные корабли, телевидение с центральной фильмотекой, гироскопическая стабилизация летательных аппаратов, видеокарта, радиокомпас, операция по устранению близорукости, пластическая хирургия, электромассажеры, средство для уничтожения волос, освещение бактериями, телеобщение, светомузыка, автоматизированные боевые машины, машины-мосты, производство искусственных драгоценных камней, звуковое оружие, атомная бомба, развитие атомной энергетики и т. д. и т. д.
Аналогичный подсчёт попытался представить в 1991 году А. П. Лукашин. В романе А. Беляева комментатор насчитал 65 научно-фантастических идей, из которых частично или полностью были осуществлены к тому времени 36.
Литературовед Сергей Алексеевич Голубков отмечал, что практически все перечисленные комментаторами предположения были весьма смелыми для 1927 года, но спустя сто лет представляют собой совокупность вполне обыденных реалий. Роман Беляева потому и пережил многие современные ему фантастические произведения (включая «Красную звезду» Богданова), что включал пласт социально-прогностических идей, облечённых в форму описания болезненного сна-бреда. С точки зрения С. Голубкова, современному читателю сложно воспринимать реальность, описанную Беляевым, как позитивную, в точности по тем же причинам, что и в романе Замятина «Мы»: «крайне избыточная рациональная исчисленность нового социального устройства». В романном мире Беляева господствует примитивная прямолинейная логика, которая сводит всё богатство социальных и психологических отношений человека с человеком к простым бинарным структурам, наподобие «белого и чёрного», «своего и чужого», и т. д. Утопия Радиополиса — воплощённая технологическая гармония, окружена кольцом тотальной дисгармонии, преодолеть которую не способны ни коммунисты, ни капиталисты .
Во многом отталкивающие стороны беляевских построений проистекали из повседневной реальности 1920-х годов: избавление от волос — следствие широко распространённого педикулёза, питание таблетками — «призрак Голода, неотступно следовавший за войнами и социальными потрясениями». В том же сборнике под одной обложкой с «Борьбой в эфире» была помещена повесть «Вечный хлеб», посвящённая проблеме избавления человечества от голода. Тем не менее, описанный мир «напоминает унылый конвейер», и вызывает отторжение именно однообразием. Люди, населяющие Радиополис, едва ли физически привлекательны с точки зрения как XX, так и XXI века.
По сообщениям французского инженера и писателя Жака Бержье, творчество фантастов зачастую представляло интерес для военно-промышленных и разведывательных кругов, хотя бы из соображений упреждения несвоевременного разглашения секретных идей. Немецкая разведка проявляла интерес к архиву Беляева, принимая во внимание его дружбу с К. Циолковским и работу над книгой об основоположнике ракетной техники. Также Бержье утверждал, что видел секретный циркуляр Госдепартамента, предписывающий раздобыть экземпляр библиографической редкости — романа «Борьба в эфире» — как единственного в советской фантастике описания войны с США.

## Критическое восприятие

От обезьяны к человеку будущего: иллюстрация из очерка «Фантастика и наука»

Сборник «Борьба в эфире» снабжён кратким редакционным предисловием и развёрнутым очерком «Фантастика и наука», авторство которых не было указано. В очерке «От редакции» подчёркивалось, что «в условиях советской действительности научная фантастика обещает стать одной из очень ценных отраслей массовой литературы, организующее значение которой как нельзя лучше совпадает с основными задачами и целями нашего строительства». Подчёркивалась вторичность литературных задач, то, что автор ставил перед собой, в первую очередь, просветительские, а не художественные цели, руководствуясь примером Герберта Уэллса. Утопия Беляева характеризовалась как условность, не претендующая на предвидение реального исторического процесса. В заключительной статье был представлен научный разбор гипотез, положенных Александром Беляевым в основу публикуемых произведений. В абзацах, посвящённых «Борьбе в эфире», больше всего места посвящено разбору облика человека будущего — безволосого, большеголового, слабосильного, с почти не выраженными половыми признаками, и сразу констатируется, что это «вполне согласуется с научными данными», ссылаясь на эволюцию человека от питекантропа до неандертальца, а также смешение гендерных ролей в условиях борьбы за существование в капиталистическом обществе. Автор очерка одобрительно отзывался и о перспективах радиосвязи и телевидения в масштабах беляевской утопии, ссылаясь при этом на американского изобретателя Ли де Фореста. Похвалы удостоились даже описания регресса культуры в Америке, аргументируя это тем, что развитие цивилизаций Египта, Мексики и Китая на древнейшем этапе достигало гораздо более высокого уровня, чем в дальнейшем.
Современная Беляеву критика почти не заметила его утопии. Единственным лапидарным отзывом была рецензия на сборник «Борьба в эфире» ленинградского журналиста Константина Николаевича Боголюбова (выступившего под псевдонимом «Н. Константинов»). О романе сказано буквально одной фразой, подчёркивающей банальность сюжета и его «скуку», вторичность по отношению к уэллсовскому «Когда Спящий проснётся». Формально негативный отзыв дал учёный и популяризатор науки Н. А. Рынин, однако он перепутал роман с рассказом «Над бездной», помещённым в том же сборнике 1928 года.
Писатель и критик Борис Ляпунов в своей монографии о творчестве писателя отмечал, что «Борьба в эфире» была первой (и не слишком удачной) попыткой Александра Беляева создать произведение, действие которого происходило бы в грядущем. Критик характеризовал роман в контексте классической утопии; для этого жанра характерно построение действия вокруг «экскурсии в будущее», способ попадания в которое, в сущности, глубоко вторичен. Однако Беляев «лишь очень беглыми штрихами очерчивает контуры нового мира, и он не представлен во всей многогранности и полноте». Главным предметом его интереса было блестящее будущее радиотехники и именно в этом контексте создавалась в основе очень реалистическая картина. Например, один из героев романа утверждает, что «высоту культуры мы теперь измеряем по количеству потребляемых киловатт». Однако на фоне глубокого технического предсказания, структура общества описана чрезвычайно поверхностно, коммунистическая система почти не показана в действии, рассказчик лишь соприкасается с её проявлениями в обыденной жизни. «Духовный мир людей далёкого будущего не раскрыт, и образы всех этих Эль, Эа, Ли, Вади, Ин и других — не более чем сугубо условные схемы, алгебраические символы». Из этого критик делал вывод, что писатель переоценил значение техники и недооценил роль человека. Чрезмерный гротеск в изображении биологической эволюции человечества будущего, вероятно, объяснялся полемикой с социальными утопиями Джека Лондона и Герберта Уэллса. К изданию «Железной пяты» 1929 года Александр Беляев написал предисловие. Описания города-небоскрёба и преисподней фабрики с людьми-машинами прямо соотносятся с картинами жизни селенитов романа «Первые люди на Луне» и элоями и морлоками «Машины времени». При этом Б. Ляпунов укорял А. Беляева в противоречии самому себе, поскольку люди, освобождённые от власти капитала, представляют собой нечто подобное уэллсовским элоям, поэтому их физическая немощь контрастирует с декларацией гармоничности развития личности при коммунизме.
Фантастовед Анатолий Фёдорович Бритиков рассматривал «Борьбу в эфире» в контексте советской литературы своего времени. Для А. Беляева научная фантазия представляла собой самостоятельную ценность, поэтому условной фантастической мотивировке утопии соответствовал лубочный гротеск в духе «Месс-Менд» и «Треста Д. Е.». Он определял роман как авантюрно-сатирически-утопический.
После 1986 года роман несколько раз переиздавался, и вызвал новые отклики литературных критиков. Евгений Харитонов счёл, что Александр Беляев написал «откровенную пародию на социалистические утопии». Иными словами, схематичность персонажей и авторского мира были сознательным решением писателя, в результате оказывается, что противостоящие друг другу обитатели мира побеждающего коммунизма и загнивающего капитализма мало чем отличаются друг от друга: одинаково «хлипкие и …уродливо-лысые». Естественно, что роман-буфф не был одобрен действующими идеологами.

## Издания

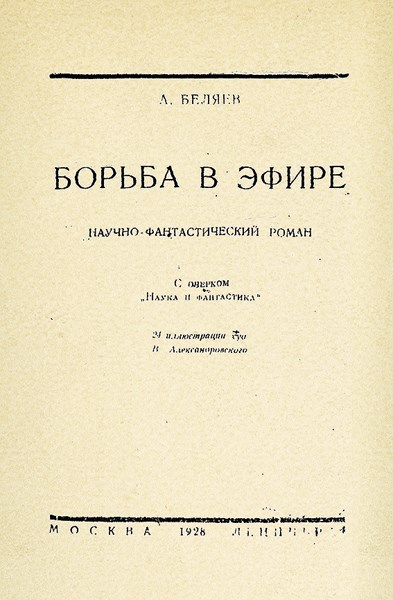

- Беляев А. Радиополис: Фантаст. повесть // Жизнь и техника связи. — 1927. — № 1, с. 76—80; № 2, с. 64—68; № 3, с. 62—65; № 4, с. 66—70; № 5, с. 94—97; № 6, с. 99—103; № 7, с. 93—95; № 8/9, с. 127—130.
- Беляев А. Р. Борьба в эфире : Научно-фантастический роман, повесть, рассказы : С очерком «Наука и фантастика» / 24 илл. худож. В. Александровского. — М.—Л. : Молодая гвардия, 1928. — С. 9—142. — 323 с. — (Современная библиотека путешествий, краеведения, приключений и науч.-фантастики / Под ред. С. П. Полтавского).
- Беляев А. Борьба в эфире (роман) // Последний человек из Атлантиды: повести / Сост. С. Беляева. — Л. : Лениздат, 1986. — С. 102—191. — 526 с. — (Отвага, умение, честь).
- Беляев А. Борьба в эфире (роман) // Ариэль. — Саратов : Приволжское книжное издательство, 1990. — С. 205—388. — 392 с. — ISBN 5-7633-0282-6.
- Беляев А. Борьба в эфире : Повести / Худож. А. Филиппов. — Пермь : Кн. изд-во, 1991. — 474 с. — Содерж.: Последний человек из Атлантиды; Борьба в эфире; Человек, потерявший лицо; Легко ли быть раком?. — ISBN 5-7625-0106-X.
- Беляев А. Борьба в эфире (повесть) // Небесный гость. — М. : Центрполиграф, 2001. — С. 93—202. — 474 с. — (Повелители приключений). — Евгений Харитонов. Неизвестный Беляев (статья). С. 465—472. — ISBN 5-227-01126-5.
- Беляев А. Борьба в эфире // Продавец воздуха / сост. Е. Харитонов и Д. Байкалов. — М. : Эксмо, 2009. — Т. 2: Борьба в эфире ; Вечный хлеб ; Человек, потерявший лицо ; Продавец воздуха ; Золотая гора ; Подводные земледельцы : фантастические романы. — С. 5—104. — 608 с. — (Отцы-основатели : русское пространство). — ISBN 978-5-699-38296-5.
- Беляев А. Борьба в эфире (роман, иллюстрации В. Александровского) // Борьба в эфире. — М. : Престиж Бук, 2017. — С. 213—318. — 528 с. — (Ретро библиотека приключений и научной фантастики). — ISBN 978-5-371-00578-6.